# Francesco Uetam

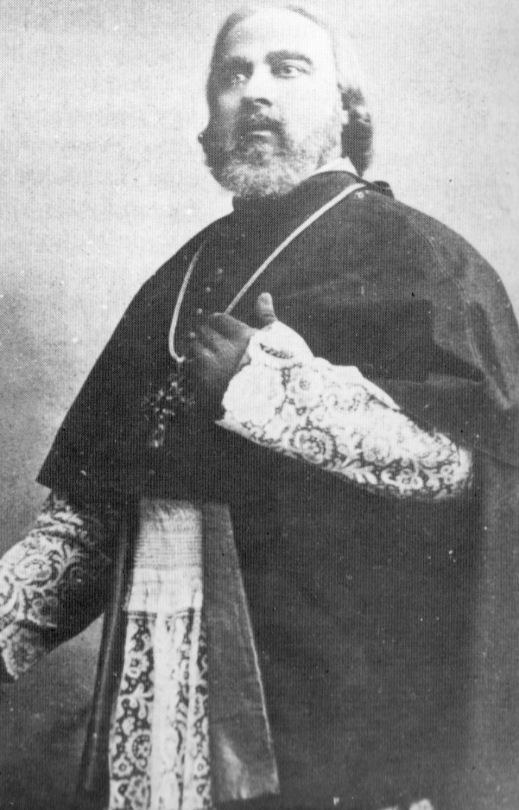
Francesco Uetam

Francesco Uetam, kurz Uetam, eigentlich Francisco Mateu y Nicolau (* 4. Mai 1847 in Palma; † 19. Mai 1913 ebenda) war ein spanischer Opernsänger (Bass).

## Leben
Mateu erlernte in Mallorca Gesang und war Schüler von Juan Goula, der sein Mentor und Förderer wurde. Er debütierte 1869 am Teatro Principal in Mallorca in der Oper Linda de Chamounix von Gaetano Donizetti. Am Teatro San Fernando von Sevilla trat er in Verdis Requiem auf, bevor ihn Goula 1879 bis 1880 nach Russland holte, wo er an der Sankt Petersburger Oper u. a. den Mephistopheles in Faust und den Don Basilio in Der Barbier von Sevilla sang.
Nach Auftritten am Teatro San Carlos in Lissabon hatte er seine größten Erfolge am Teatro Real in Madrid. Er sang mit Bibiana Perez und Julian Gayarre in Wilhelm Tell und feierte als Kardinal Brogny in La Hebrea Triumphe. Am Teatro Costanzi in Rom und am Teatro Pagliano in Florenz trat er mit Sängern wie Mattia Battistini, Gemma Bellincioni und Francesco Tamagno auf.
Nachdem er Anfang der 1900er Jahre vom Teatro Cervantes in Málaga für Aufführungen des Faust und der Lucrezia Borgia (als Don Alfonso) engagiert worden war, zog er sich 1903 aus dem aktiven Musikleben zurück.
Im Jahre 2004 wurde eine Gesangsaufnahme von Uetam wiederentdeckt, die er vermutlich 1903 in Madrid auf einen Edison'schen Phonographenzylinder aufgenommen hatte.
2003–2006 entstand der Dokumentarfilm „Uetam - Wiedergeburt einer Legende“ des Kölner Regisseurs Stephan Winkler, der die Geschichte des einstigen Opernstars rekonstruiert und die Sanierung seines ehemaligen Wohnhauses in Palma de Mallorca begleitet.